# Rómulo Mucho
Rómulo Mucho Mamani (Juli, Puno, 24 de octubre de 1956) es un ingeniero de minas, catedrático y político peruano. Fue ministro de Energía y Minas del Perú entre febrero y noviembre de 2024, durante el gobierno de Dina Boluarte. Anteriormente, ocupó el cargo de viceministro de Minas durante el gobierno de Alejandro Toledo y se desempeñó como congresista de la República por Puno en el breve período 2000-2001.

## Biografía
Rómulo Mucho nació en Juli, distrito ubicado en la provincia de Chucuito del departamento de Puno, el 24 de octubre de 1956.
Estudió la carrera de Ingeniería de Minas en la Universidad Nacional del Altiplano de Puno y un postgrado en la Universidad Nacional Mayor de San Marcos.
También cuenta con los siguientes estudios de Alta dirección en la Universidad de Piura, de Educación Continua en la Queens University en Kingston, Canadá. Es ganador en 1981 de la beca Atlas Copco y en 1984 de la beca JICA.
En abril del 2012 fue el vencedor en las elecciones a la presidencia del Instituto de Ingenieros de Minas del Perú, Institución encargada de promover las buenas prácticas asociadas a la Minería en el Perú.
Es catedrático de la Universidad Nacional Mayor de San Marcos, así también brinda cátedras de su especialidad en diferentes Universidades del País. Actualmente es Gerente General de Pevoex Contratistas SAC, dedicado al rubro de perforación y voladura de rocas.
Es descrito por el diario El Comercio como crítico de la izquierda política peruana y opositor del gobierno de Ollanta Humala.

## Actividad política

### Congresista
Rómulo Mucho se inició en la política cuando en el año 1999 se inscribió como militante Perú Posible, partido político liderado por Alejandro Toledo. Luego en las elecciones del año 2000, decidió postular al Congreso de la República por Perú Posible y resultó elegido con 26,213 votos, siendo juramentado para el periodo parlamentario 2000-2005.
En el parlamento fue miembro de la Comisión de Asuntos Indígenas y de Energía, Minas y Pesquería. También participó en la Marcha de los Cuatro Suyos encabezada por Toledo contra el gobierno dictatorial de Alberto Fujimori.
Ante la difusión de los “Vladivideos” y luego la renuncia de Fujimori desde Japón mediante un fax, su cargo fue reducido hasta julio del 2001 por el gobierno de transición encabezado por Valentín Paniagua. Para las elecciones parlamentarias de ese año, Mucho postuló a la reelección y representando al departamento de Puno, sin embargo no resultó reelegido.
Durante el gobierno de Alejandro Toledo, fue viceministro de Minas.
Postuló a la segunda vicepresidencia en las elecciones generales del año 2006, bajo la candidatura de Rafael Belaúnde Aubry. Sin embargo, el 31 de enero del mismo año, Belaúnde terminó anunciando su renuncia con lo que Perú Posible no presentó candidato presidencial. Encabezó nuevamente la lista de su partido por Puno, sin embargo no fue elegido.

### Candidato presidencial
En junio del 2015, lanzó candidatura a la presidencia del Perú para las elecciones generales del año 2016, en representación del partido Perú en Acción. Sin embargo, en octubre del mismo año, se oficializó esta candidatura por el partido Siempre Unidos con quienes hizo una alianza política la cual terminó descartada. Luego, Mucho se integró a la plancha presidencial del exministro Ántero Flores-Aráoz por el partido Orden. Dicha candidatura no logró obtener éxito.
Para las elecciones generales del año 2021, se integró al partido político Avanza País, liderado por el economista Hernando de Soto como candidato presidencial, y postuló nuevamente al Congreso sin obtener la elección. Luego, para la segunda vuelta de las elecciones, Mucho se integró al equipo técnico de la candidata Keiko Fujimori de Fuerza Popular. Su apoyo generó polémica debido a que antes Mucho fue crítico de Fujimori.

### Ministro de Energía y Minas
El 13 de febrero del 2024, fue nombrado y juramentado por la presidenta Dina Boluarte, como ministro de Energía y Minas del Perú; formando así parte del Consejo de Ministros presidido por Alberto Otárola.
El 26 de noviembre, Rómulo Mucho fue censurado del cargo por el Congreso de la República debido a la crisis con los mineros artesanales, la ley MAPE, las controversias del directorio de Petroperú y la demora en la ampliación del Reinfo. Al día siguiente, el gobierno aceptó su renuncia.

## Distinciones
Ha recibido reconocimientos de universidades e instituciones públicas y privadas. En el año 2012, se le otorgó la Orden de la Ingeniería Peruana, la más prestigiosa condecoración que da el Colegio de Ingenieros del Perú, por su trayectoria profesional. El mismo año recibe la distinción honorífica de doctor honoris causa por la Universidad Nacional del Altiplano de Puno.
doctor honoris causa de las universidades nacionales de Tumbes, Puno y Daniel Alcides Carrión, Cerro de Pasco, cuenta con el premio. “Presidents Citation” del SME de los EE. UU.
El 17 de julio de 2018, la Universidad Nacional del Centro del Perú le entregó el título honorífico de doctor honoris causa en mérito por su trayectoria institucional, académica y empresarial.